# Jaspar von Bülow
Jaspar Friedrich Ludwig Helmut von Bülow, auch Jasper (* 17. August 1836 in Ludwigslust; † 25. März 1878 in Neustrelitz) war ein deutscher Verwaltungsjurist und Hofmarschall von Mecklenburg-Strelitz.

## Leben
Jaspar von Bülow stammte aus dem Haus Plüskow-Kogel des mecklenburgischen Adelsgeschlechts Bülow und war ein Sohn des Kammerherrn, Rittergutsbesitzers und späteren mecklenburg-schwerinschen Oberhofmarschalls Jaspar Friedrich von Bülow auf Rodenwalde. Der spätere mecklenburg-schwerinsche Staatsminister Alexander von Bülow war sein älterer Bruder.
Nach dem Schulbesuch in Schwerin studierte er Rechtswissenschaften in Heidelberg, Berlin und Rostock. In Heidelberg war er Mitglied des Corps Vandalia und mehrfach Senior.
Er trat in den mecklenburgischen Staatsdienst ein und wurde Amtsverwalter des Domanialamtes Doberan. Großherzog Friedrich Wilhelm II. ernannte ihn am 25. Juni 1872 zum Großherzoglich mecklenburg-strelitzschen Hofmarschall in Neustrelitz.
Am 14. August 1868 heiratete er in Pritzier Adele, geborene von Könemann (1847–1880). Der spätere Konteradmiral Friedrich von Bülow und der spätere Landrat Carl-August von Bülow waren Söhne des Paares.